# Gamate
La Gamate, conocida como 超級小子 (chaoji xiaozi, traducción literal al inglés : "Super Boy") en los países de habla china, fue una videoconsola portátil fabricada por Bit Corporation. Se tiene noticias de su venta en Australia, Europa (España, Francia, Reino Unido, Italia, Finlandia, Alemania, Austria...), Asia, Estados Unidos, México, Argentina, Sudáfrica.... Se puso en venta sobre 1990.
La Gamate es una de las consolas de mano que se lanzan al abrigo del Boom Game Boy que revitaliza el agonizante mercado handheld. Como su competidora Game Master, presenta un formato muy parecido a la Game Gear, y con una buena resolución y una pantalla mayor que la Game Boy. Mediante un cable permite jugar partidas de dos jugadores con dos Gamate.
En Estados Unidos se conoce un anuncio con un precio de $69.95
En España se vende principalmente en el mercado de Decomisos y bazares, apareciendo en alguna juguetería de gama baja. En el 2000 aún se podían localizar ejemplares nuevos por unas 8.000 pesetas, 48 euros (el precio por entonces de una Game Boy Color) en algunas tiendas de Todo a 100.

## Detalles Técnicos
- CPU NCR 81489 de 8 bits (BIT WS39323F) en encapsulado QFP-100
- ROM 2 KB (1 chip UM6116M-2L de CMOS RAM estática, pin compatible con chips ROM/EPROM)
- RAM 16 KB (2 x CXK5864M-15L chips) de RAM estática
- Carcasa Alargada de 16,7 x 9,7 * 3,3 cm (6,58 x 3,82 x 1,3 pulgadas) en plástico gris oscuro (se conocen ejemplares en morado), cruceta y botones amarillos, SELECT y START rojos. Pantalla LCD en el centro, cruceta en la esquina inferior izquierda, fuego A y B en la derecha y sobre ellos botones START y SELECT. Slot de cartuchos, interruptor, control de contraste y conector exterior en la zona superior, control volumen, toma de alimentación DC 6v + -(o- - y jack de auriculares estéreo en la inferior.
- Teclado Cruceta, A, B, START y SELECT
- Pantalla LCD de 4 tonos de gris con 128 x 96 píxels
- Sonido Altavoz mono en la consola, clavija estéreo de auriculares
- Soporte Tarjeta ROM, muy similar a las My Card (Sega SG1000) y Sega Card (Sega Master System) con 2 hileras de 19 contactos
- Entrada/Salida
  - Slot de Cartuchos en la parte superior
  - Clavija de auriculares estéreo
  - Alimentación
  - Ext. Connector (casi igual al de la Game Gear) para juegos de 2 jugadores
- Alimentación 4 pilas AA o un alimentador externo DC 6v + -(o- -

## Lista (incompleta) de juegos
Se cifran en unos 50 los juegos desarrollados para la consola. si se conoce se indica en negrita la referencia
- 3nd Space
- 4-in-1 (Mini Golf, Cube-up, Brick Master, and Vindicators)
- 7 Famous
- Bad Bud Chou Chu's Adventure
- Balloon Voyage
- Beach Volleyball
- Bomb Blast
- Boom!
- Box Forum
- C1029 - Brick Blaster
- Bump 'n Run
- Captain Knick Knack
- Cosmic Fighter
- Cube-Up
- Devil Castle
- Dino Ball
- Dino Bibo
- Enchanted Bricks
- Fist of Thunder
- Flipuzzle
- Flying Goblin
- Fortress of Fierceness
- Fortune 'n Luck
- C1007 - Galaxy Invaders
- Hot Hero
- Incantational Couple
- Jackpot
- Jewelriss
- Justty Apee
- Kiki Island
- Kill Shot
- Kung-Fu Fighter
- Legend of Dragon Knight
- Magic Jigsaw
- Marauder
- Mighty Boxer
- Mighty Tank
- Minigolf
- Money Maze
- Monster Pitfall
- C1021 - Myt of Asamia
- Nightmare of Santa Claus
- Pharoah Revenger
- Pipemania
- Punk Boy
- Puppet Knight
- Snowman Legend
- Super Mario Bros
- Superboy
- Tennis
- Time Warrior
- Tornado in Berlin
- Treasure Hunter
- Vindicators
- Volcano Panic
- Witty Apee
- World Cup Soccer '05

## Ampliaciones
- Cable de conexión entre 2 Gamates
- Pack de baterías recargables